# Descontinuidade de Repetti
A Descontinuidade de Repetti separa o Manto Superior do Manto Inferior terrestres. O seu nome homenageia o sismólogo e jesuíta norte-americano William C. Repetti.